# Perfume ~Complete Best~
Perfume ~Complete Best~ es el primer disco del grupo femenino japonés Perfume. Perfume ~Complete Best~ es un recopilatorio de sus primeros sencillos. El disco llegó al puesto #33 en las listas de Oricon Chats.[cita requerida]

## Lista de canciones

### CD
| N.º | Título                                                                    | Duración |  |
| 1.  | «パーフェクトスター・パーフェクトスタイル ? (Perfect Star Perfect Style)» | 4:18     |  |
| 2.  | «リニアモーターガール ? (Linear Motor Girl)»                              | 4:07     |  |
| 3.  | «コンピューターシティ ? (Computer City)»                                  | 4:45     |  |
| 4.  | «エレクトロ・ワールド ? (Electro World)»                                  | 4:21     |  |
| 5.  | «Inryoku (引力 ,Gravity?)»                                                | 3:35     |  |
| 6.  | «モノクロームエフェクト(Monochrome Effect)»                               | 4:17     |  |
| 7.  | «ビタミンドロップ ? (Vitamin Drop)»                                       | 4:55     |  |
| 8.  | «スウィートドーナッツ ? (Sweet Donuts)»                                   | 2:57     |  |
| 9.  | «ファンデーション ? (Foundation)»                                         | 3:57     |  |
| 10. | «コンピュータードライビング ? (Computer Driving)»                         | 4:26     |  |
| 11. | «Perfume»                                                                 | 5:15     |  |
| 12. | «wonder2»                                                                 | 3:49     |  |

#### DVD
| Edición regular |                     |          |  |
| N.º             | Título              | Duración |  |
| 1.              | «Linear Motor Girl» | 4:31     |  |
| 2.              | «Computer City»     | 3:43     |  |
| 3.              | «Electro World»     | 4:06     |  |
| 4.              | «Vitamin Drop»      | 4:01     |  |

| Edición limitada |                     |          |  |
| N.º              | Título              | Duración |  |
| 1.               | «Linear Motor Girl» | 4:31     |  |
| 2.               | «Computer City»     | 3:43     |  |
| 3.               | «Electro World»     | 4:06     |  |
| 4.               | «Monochrome Effect» | 4:29     |  |

- Datos: Q543455